# Jabberwacky
Jabberwacky – chatbot, program symulujący człowieka, z którym można porozmawiać przy użyciu języka naturalnego i interfejsu tekstowego. Jego autorem jest Rollo Carpenter. Jabberwacky dwukrotnie (w 2005 i 2006 roku) wygrał zawody oparte na teście Turinga o nagrodę Loebnera.

## Cleverbot
Innym botem autorstwa Rollo Carpentera jest CleverBot.

## Kalendarium
- 1981 – powstaje pierwsze wcielenie projektu w formie hard-kodowanego programu na Sinclair ZX81,
- 1988 – powstaje projekt uczącej się sztucznej inteligencji pod nazwą „Thoughts”,
- 1997 – bot zostaje uruchomiony w internecie jako „Jabberwacky”,
- Październik 2003 – Jabberwacky zdobywa trzecie miejsce w konkursie o nagrodę Loebnera. Został pokonany przez niemieckiego bota Jabberwock autorstwa Jurgena Pirnera,
- Wrzesień 2004 – Jabberwacky zdobywa drugie miejsce w konkursie Loebnera. Został pokonany przez bota A.L.I.C.E,
- Wrzesień 2005 – jedna z osobowości Jabberwacky’ego – George – wygrywa nagrodę Loebnera,
- Wrzesień 2006 – inna jego osobowość – Joan – ponownie wygrywa nagrodę Loebnera,
- Październik 2008 – pod nazwą CleverBot uruchomiony zostaje nowy wariant Jabberwocky’ego – bardziej niejednorodny i z głębszym kontekstem.